# アブノバ (小惑星)
アブノバ (456 Abnoba) は小惑星帯に位置する小惑星。1900年6月4日、マックス・ヴォルフとアルノルト・シュヴァスマン (Friedrich Karl Arnold Schwassmann) がハイデルベルクで発見した。
ケルト神話の森の女神アブノバ (Abnoba) にちなんで名づけられた。